# Daniel Boulud
Daniel Boulud, né le 25 mars 1955 à Saint-Pierre-de-Chandieu dans le Rhône, est un chef cuisinier et restaurateur français installé à New York aux États-Unis. Outre son célèbre restaurant deux étoiles au Guide Michelin, Daniel dans l'Upper East Side, il possède des établissements à Las Vegas, Palm Beach, Miami et le restaurant La Maison Boulud du Ritz-Carlton Montréal.
Daniel Boulud intervient dans l'émission de télévision MasterChef du 29 septembre 2011 sur TF1.
Le chef a créé son premier restaurant-signature en mer, Le Voyage, à bord du Celebrity Beyond, sorti des Chantiers de l'Atlantique en avril 2022.

## Biographie
Daniel Boulud fut notamment apprenti chez Georges Blanc.
En 1982, il s' installe aux Etats-Unis à New York.
Le 22 novembre 2021, l'association Les Grandes Tables du monde le consacre meilleur restaurateur pour son restaurant de New York, Daniel,.